# Malcolm Roberts
Malcolm Roberts (Manchester, 31 maart 1944 - Surrey, 7 februari 2003) was een Brits zanger.

## Carrière
Hij had in de jaren '60 hits met liedjes als "Love is All", Time alone will tell en May I have the next dream with you.
In 1985 nam hij deel aan het Eurovisiesongfestival voor Luxemburg samen met nog 5 bekende namen. Ze zongen het lied Children, Kinder, Enfants. Het lied werd geschreven door Ralph Siegel en eindigde op de 13e plaats.
Zes jaar later nam hij deel aan A Song for Europe om zo voor zijn vaderland naar het songfestival te kunnen gaan, maar hij strandde als laatste.

## Overlijden
Hij overleed in zijn auto aan een zware hartaanval.
1956: Michèle Arnaud + Michèle Arnaud · 
1957: Danièle Dupré · 
1958: Solange Berry · 
1960: Camillo Felgen · 
1961: Jean-Claude Pascal · 
1962: Camillo Felgen · 
1963: Nana Mouskouri · 
1964: Hugues Aufray · 
1965: France Gall · 
1966: Michèle Torr · 
1967: Vicky Leandros · 
1968: Chris Baldo & Sophie Garel · 
1969: Romuald · 
1970: David Alexandre Winter · 
1971: Monique Melsen · 
1972: Vicky Leandros · 
1973: Anne-Marie David · 
1974: Ireen Sheer · 
1975: Geraldine · 
1976: Jürgen Marcus · 
1977: Anne-Marie Besse · 
1978: Baccara · 
1979: Jeane Manson · 
1980: Sophie & Magaly · 
1981: Jean-Claude Pascal · 
1982: Svetlana · 
1983: Corinne Hermès · 
1984: Sophie Carle · 
1985: Margo, Franck, Diane, Ireen, Malcolm & Chris · 
1986: Sherisse Laurence · 
1987: Plastic Bertrand · 
1988: Lara Fabian · 
1989: Park Café · 
1990: Céline Carzo · 
1991: Sarah Bray · 
1992: Marion Welter & Kontinent · 
1993: Modern Times · 
2024: Tali · 
2025: Laura Thorn
- Biblioteca Nacional de España: XX4609491
- International Standard Name Identifier: 0000 0001 1852 3457
- MusicBrainz: 1abc2e7c-cf52-4719-9438-a9ac47920d6e
- Virtual International Authority File: 169664294
- WorldCat: E39PBJpYqYGyHYC39k7pdrTvHC